# Jeórjiosz Petrópulosz
Jeórjiosz Petrópulosz, görögül: Γεώργιος Πετρόπουλος (1872. május 23. – 1937) görög sportlövő, vívó, olimpikon.
Az 1906. évi nyári olimpiai játékokon, Athénban indult, amit később nem hivatalos olimpiává nyilvánított a Nemzetközi Olimpiai Bizottság. Ezen az olimpián kettő vívószámban indult: csapat párbajtőrvívásban 4. lett, míg egyéni párbajtőrvívásban helyezés nélkül zárt.
Részt vett még egy sportlövőszámban is. 30 méteres párbajpisztolyban 9. lett.
Az 1912. évi nyári olimpiai játékokon, Stockholmban visszatért. Ezen az olimpián is kettő vívószámban indult: csapat párbajtőrvívásban 5. lett, míg egyéni párbajtőrvívásban helyezés nélkül zárt.
Ismét elindult egy sportlövőszámban: csapat 30 méteres párbajpisztolyban 5. lett.
Klubcsapata a Athiniaki Leskhi volt.